# Liste der Trentiner Landeshauptleute
Die Liste der Trentiner Landeshauptleute führt alle Landeshauptleute des Trentino auf.
In Folge des Zweiten Autonomiestatutes von 1972 erhielt das Trentino ebenso wie Südtirol den Status einer Autonomen Provinz mit erweiterten Kompetenzen, die offizielle Amtsbezeichnung lautet seitdem Presidente della Provincia Autonoma di Trento. Der Landeshauptmann wird – anders als der Landeshauptmann Südtirols – gemeinsam mit dem Landtag direkt gewählt.
| Presidente della Provincia di Trento          | Presidente della Provincia di Trento | Presidente della Provincia di Trento | Presidente della Provincia di Trento | Presidente della Provincia di Trento |
| Foto                                          | Landeshauptmann                      | Partei                               | Amtszeit                             | Legislatur                           |
| --------------------------------------------- | ------------------------------------ | ------------------------------------ | ------------------------------------ | ------------------------------------ |
|                                               | Giuseppe Balista                     | Democrazia Cristiana                 | 1948–1952                            | I. Legislatur                        |
|                                               | Remo Albertini                       | Democrazia Cristiana                 | 1952–1956                            | II. Legislatur                       |
|                                               | Riccardo Rosa                        | Democrazia Cristiana                 | 1956–1960                            | III. Legislatur                      |
|                                               | Bruno Kessler                        | Democrazia Cristiana                 | 1960–1965                            | IV. Legislatur                       |
|                                               | Bruno Kessler                        | Democrazia Cristiana                 | 1965–1969                            | V. Legislatur                        |
|                                               | Bruno Kessler                        | Democrazia Cristiana                 | 1969–1974                            | VI. Legislatur                       |
|                                               |                                      |                                      |                                      |                                      |
| Presidente della Provincia Autonoma di Trento |                                      |                                      |                                      |                                      |
| Foto                                          | Landeshauptmann                      | Partei                               | Amtszeit                             | Legislatur                           |
|                                               | Giorgio Grigolli                     | Democrazia Cristiana                 | 1974–1979                            | VII. Legislatur                      |
|                                               | Flavio Mengoni                       | Democrazia Cristiana                 | 1979–1984                            | VIII. Legislatur                     |
|                                               | Flavio Mengoni                       | Democrazia Cristiana                 | 1984–1985                            | IX. Legislatur                       |
|                                               | Pierluigi Angeli                     | Democrazia Cristiana                 | 1985–1989                            | IX. Legislatur                       |
|                                               | Mario Malossini                      | Democrazia Cristiana                 | 1989–1992                            | X. Legislatur                        |
|                                               | Gianni Bazzanella                    | Democrazia Cristiana                 | 1992–1994                            | X. Legislatur                        |
|                                               | Carlo Andreotti                      | PATT                                 | 1994–1999                            | XI. Legislatur                       |
|                                               | Lorenzo Dellai                       | Civica Margherita                    | 1999–2003                            | XII. Legislatur                      |
|                                               | Lorenzo Dellai                       | Civica Margherita                    | 2003–2008                            | XIII. Legislatur                     |
|                                               | Lorenzo Dellai                       | Unione per il Trentino               | 2008–2012                            | XIV. Legislatur                      |
|                                               | Alberto Pacher (kommissarisch)       | Partito Democratico                  | 2012–2013                            | XIV. Legislatur                      |
|                                               | Ugo Rossi                            | PATT                                 | 2013–2018                            | XV. Legislatur                       |
|                                               | Maurizio Fugatti                     | Lega                                 | 2018–2023                            | XVI. Legislatur                      |
|                                               | Maurizio Fugatti                     | Lega                                 | 2023– amtierend                      | XVII. Legislatur                     |